# Didogobius

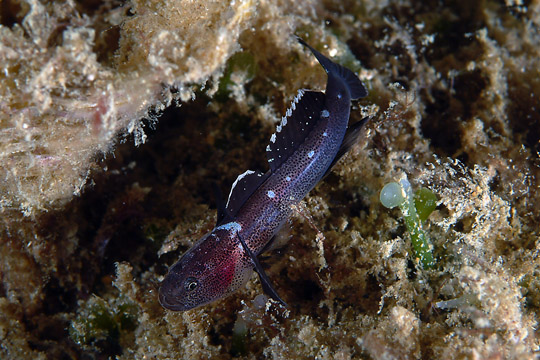
Didogobius schlieweni

Didogobius é um género de peixe da família Gobiidae e da ordem Perciformes.

## Espécies
- Didogobius amicuscaridis (Schliewen & Kovacic, 2008)[3]
- Didogobius bentuvii (Miller, 1966)[4]
- Didogobius kochi (Van Tassell, 1988)[5]
- Didogobius schlieweni (Miller, 1993)[6]
- Didogobius splechtnai (Ahnelt & Patzner, 1995)[7]
- Didogobius wirtzi (Schliewen & Kovacic, 2008)[3][8][9][10][11][12][13][14]